# Clemensia patella
Clemensia patella är en fjärilsart som beskrevs av Druce 1885. Clemensia patella ingår i släktet Clemensia och familjen björnspinnare. Inga underarter finns listade i Catalogue of Life.